# Metón Athénský
Metón Athénský  (řecky Μέτων ὁ Ἀθηναῖος) byl starořecký matematik, astronom a geometr, který žil v 5. století př. n. l. ve starověkých Athénách. Je znám zejména díky svým výpočtům, jež umožnily vznik eponymního Metonova 19letého kalendářního cyklu, který v roce 432 př. n. l. zavedl do attického lunisolárního kalendáře.
Svá pozorování rovnodenností a slunovratů prováděl Metón ze své athénské observatoře, která je dodnes viditelná hned za pódiem athénského Pnyxu, kde se ve starověku konala lidová shromáždění.
To málo, co o Metónovi víme, pochází od starověkých historiků. Podle Ptolemaia obsahovala stéla vztyčená v Athénách záznam Metónových pozorování a popis jeho cyklu. Žádné z Metónových děl nepřežilo do dnešních dní.

## Metonův cyklus
Metonův (měsíční) cyklus (neboli Enneadecaeteris = devatenáctice) je společným násobkem tropického roku a synodického měsíce. 19 tropických roků (= 6939,602 dne) se liší od 235 synodických měsíců (= 6939,688 dne) asi o 2 hodiny, což vydá na plný den (24 hodin) každých 219 roků.
Skutečnost, že oněch 19 let odpovídá téměř přesně 235 lunacím (synodickým měsícům), přičemž obě periody se liší pouze o 2 hodiny, zjistil Metón zřejmě za použití babylonských záznamů. Vytvořil tak kalendář pokrývající 19leté období s 12 běžnými a 7 přestupnými roky po 13 měsících. Tento cyklus měl 125 měsíců po 30 dnech a 110 po 29 dnech a rovnal se tedy 6940 dnům. Ale ačkoli 19 roků je téměř přesně 235 lunací, je to asi o třetinu dne méně než 6940 dní, a tak Metón určil, aby byl vždy po 219 letech z kalendáře vypuštěn jeden den.